# Passo Pordoi
Průsmyk Pordoi (italsky Passo Pordoi, německy Pordoijoch) je se svou nadmořskou výškou 2239 m druhým nejvyšším horským sedlem zpřístupněným veřejnou silnici v italských Dolomitech. Spojuje městečko Canazei v údolí Val di Fassa v oblasti Tridentsko-Horní Adiže s údolím Fodom a městečkem Arabba v oblasti Benátsko.

## Poloha
Průsmyk je obklopen několika vrcholy. Jsou to 3181 m n. m. vysoký Langkofel (na severozápadě), Sass Pordoi (2950 m n. m.), Sass de Forca (2917 m n. m.) a nejvyšší Piz Boè (3152 m n. m.) na severu a skupina Marmolada na jihu.
Při pohledu na východ jsou na obzoru vidět skupiny Fanes a Le Tofane.

## Dějiny
Průsmyk Pordoi byl zpřístupněn silnicí, jejíž stavba byla zahájena v tomto úseku v roce 1901 a roku 1905 byla dokončena. Hotel Savoia a Hotel Pordoi byly prvními hotely na průsmyku. Předtím tam byla už od roku 1902 otevřena horská chata sekce DuÖAV Meran, vybudovaná a řízená Marií Dezulianou, sestrou horolezecké legendy Tita Piaze.
Tato první fáze rozvoje cestovního ruchu, kterou připomíná pamětní kámen s technickými údaji o výstavbě silnice, byla přerušena první světovou válkou, kdy oblast východně od průsmyku Pordoi byla okamžitě bojovou zónou.
Nedaleko od průsmyku je památník s vojenským hřbitovem, na kterém je pohřbeno 8582 rakouských a německých vojáků z první světové války a 847 obětí druhé světové války.
V roce 1950, region zažil po druhé světové válce, která na průsmyku Pordoi nezanechala velké škody, na rozdíl od první světové války, nový ekonomický boom. V roce 1962 byla postavena lanovka Sass Pordoi, jedna z prvních v Dolomitech bez mezilehlé podpory mezi spodní a horní stanicí. Potom následovaly stavby dalších lyžařských výtahů, turistických stezek a lezeckých cest ve skupině Sella. Hotely obsazené během války příslušníky německých ozbrojených sil a italské stráže hranic byly znovu otevřené.

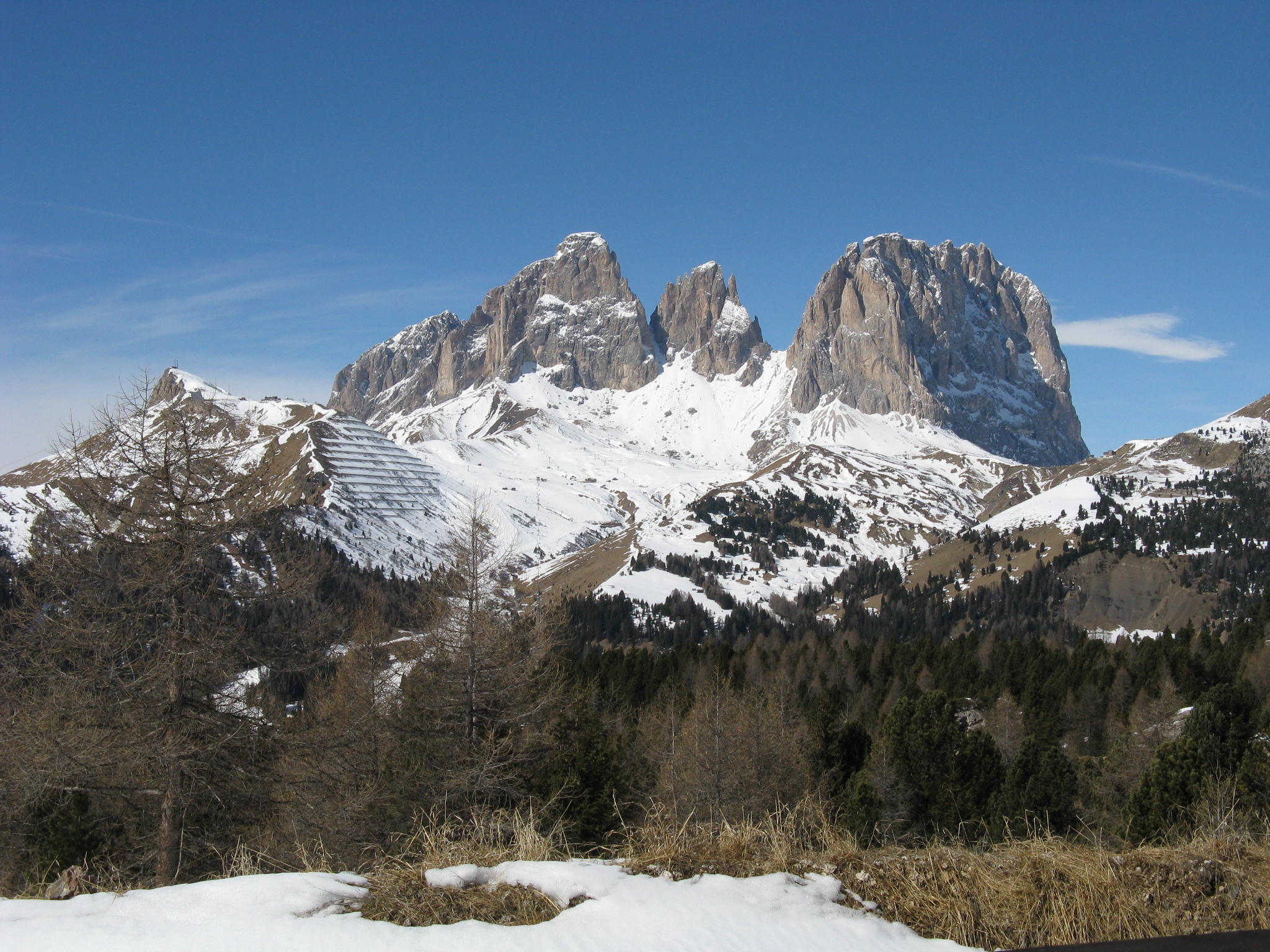
pohled na Langkofel
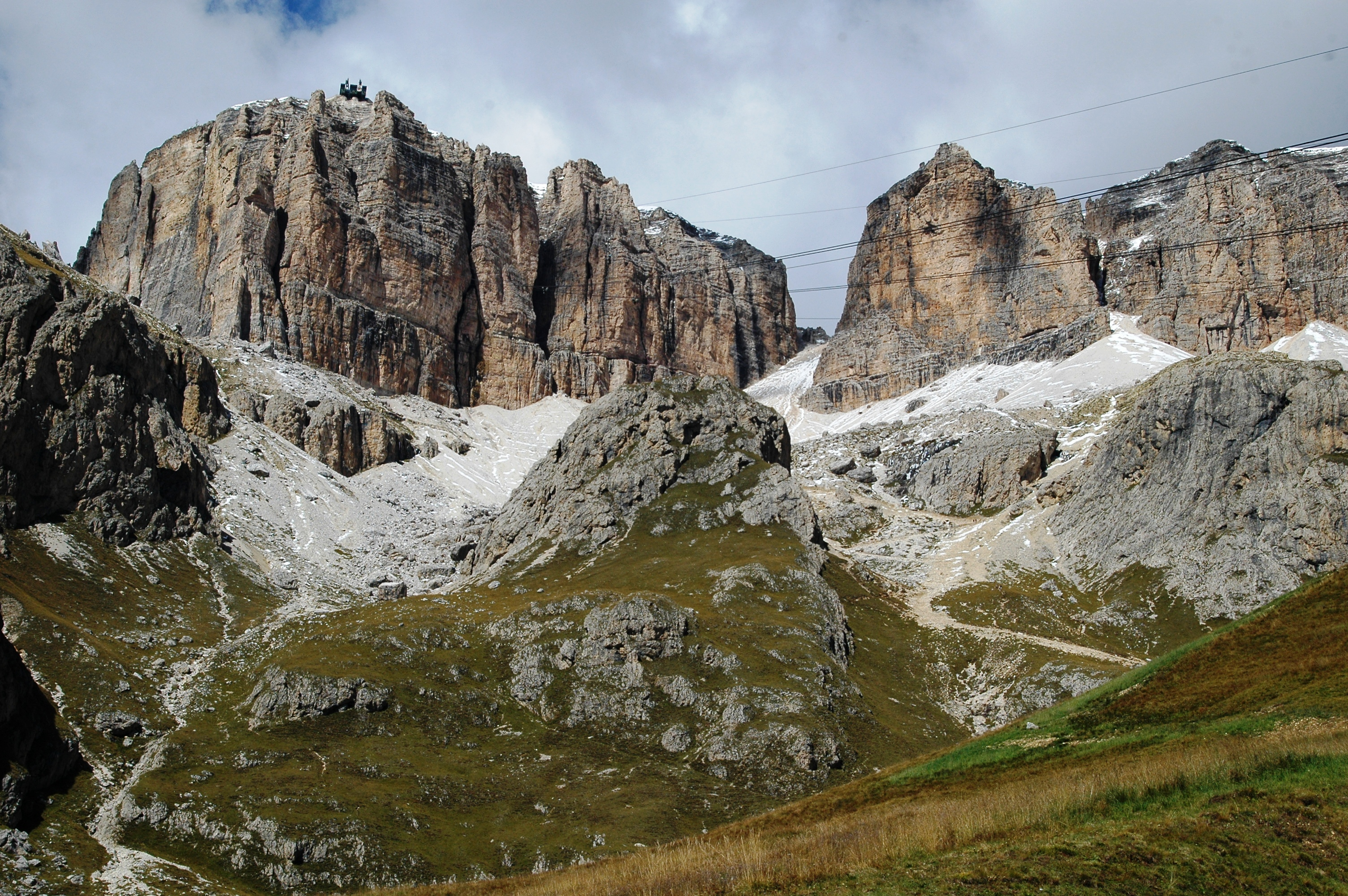
pohled na Sella-Gruppe
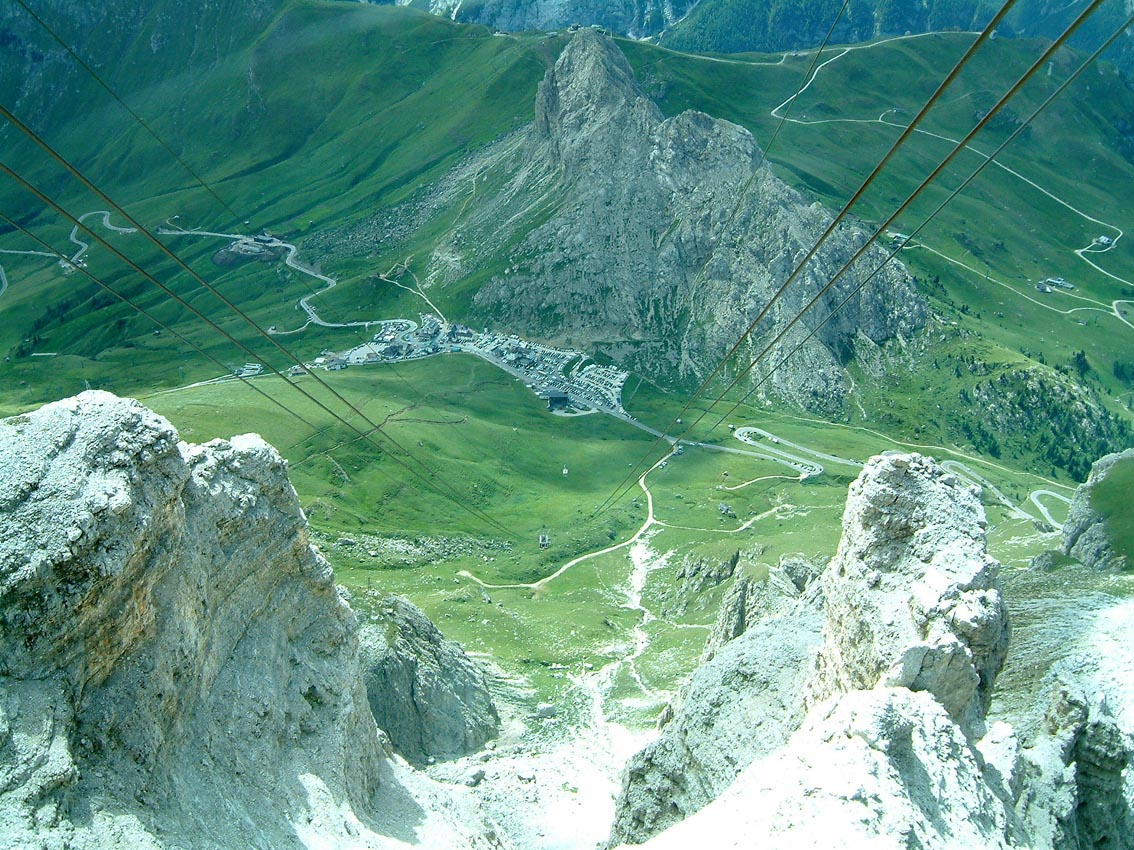
pohled z průsmyku Pordoi